# Ordnance QF 18 pounder

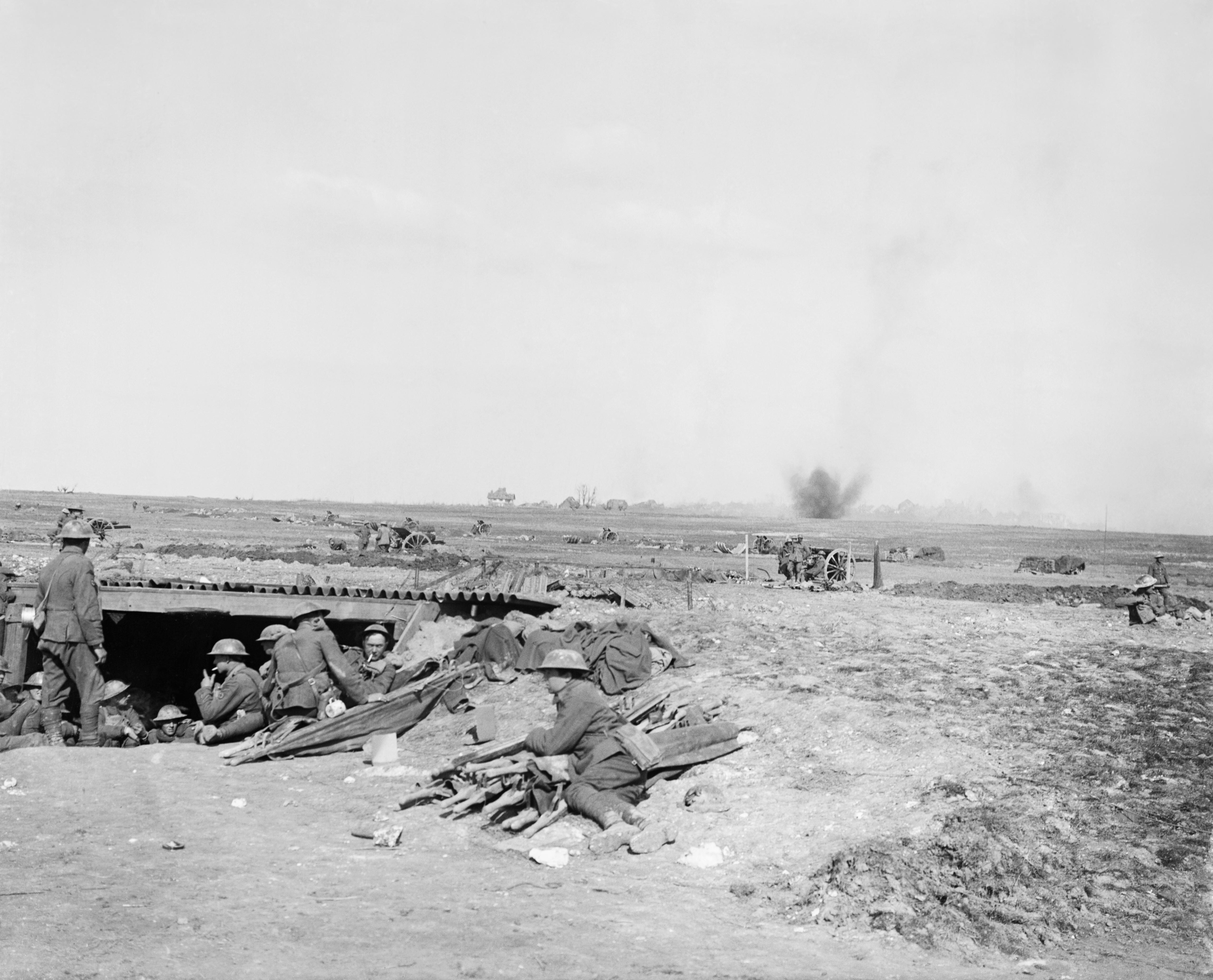
Bateria britânica de 18 libras debaixo do fogo alemão, perto de Monchy-le-Preux, a 24 de Abril.

O Ordnance QF 18 pounder, ou simplesmente 18-pounder Gun, era a peça de artilharia terrestre padrão do Império Britânico durante a Primeira Guerra Mundial. Era o suporte principal da Royal Field Artillery (RFA) durante a guerra, e foi produzida em massa. Foi utilizada pelas forças britânicas nos principais teatros de operação, e pelas tropas britânicas na Rússia em 1919. O seu calibre (84 mm) e peso do projéctil era maior do que os equivalentes dos franceses (75 mm) e alemães (77 mm). Era transportado com recurso a cavalos até à sua mecanização nos anos 1930.
As primeira versões foram introduzidas em 1904. Versões posteriores mantiveram-se ao serviço das forças britânicas até inícios de 1942. Durante o período entre-guerras, o 18-pounder constituiu a base de versões do igualmente famoso Ordnance QF 25 pounder que, por seu lado, foi a base das forças de artilharia britânicas durante e após a Segunda Guerra Mundial.